# Haus der Gewerkschaften der Ukraine

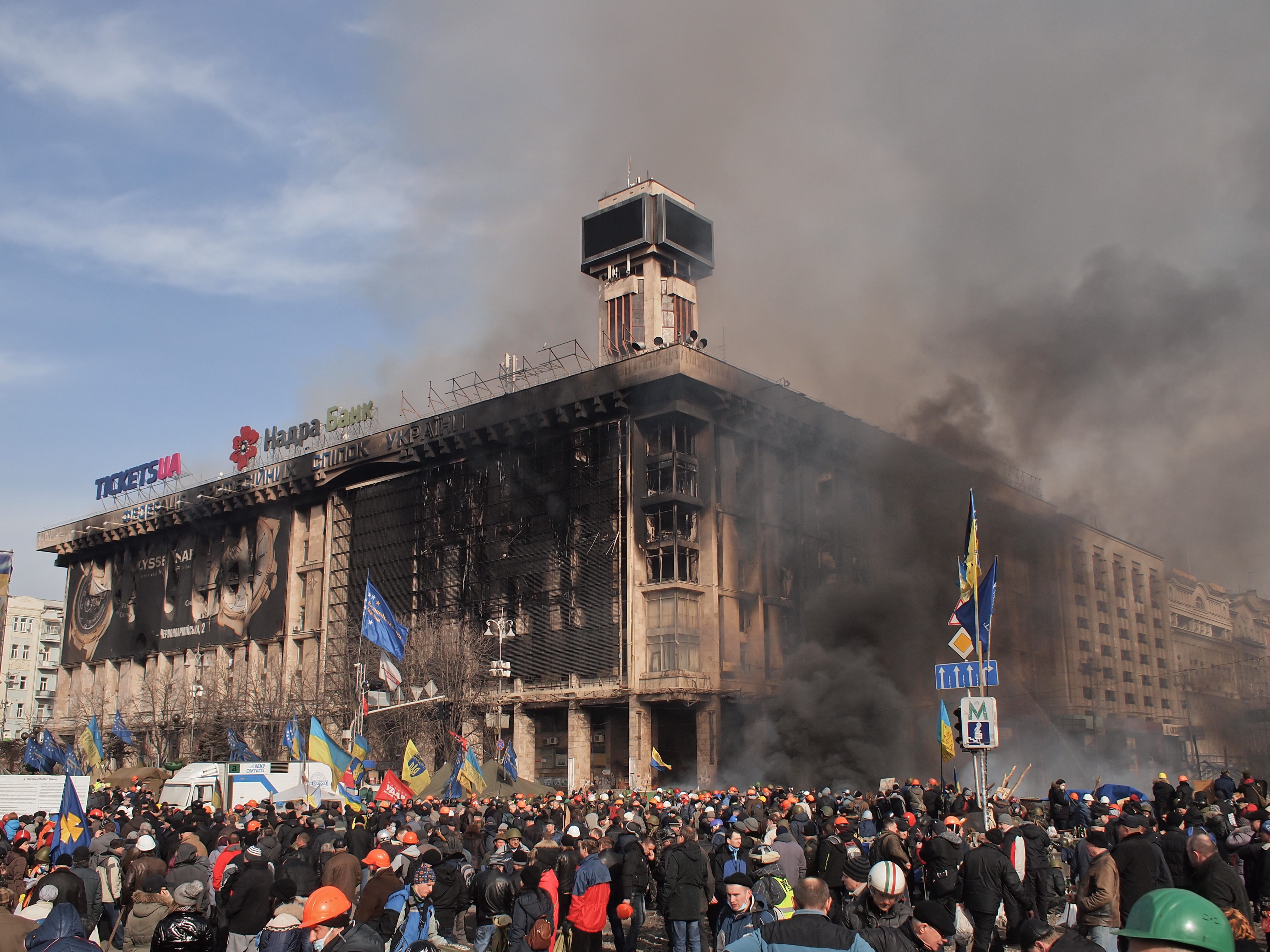
Das Haus der Gewerkschaften am 19. Februar 2014

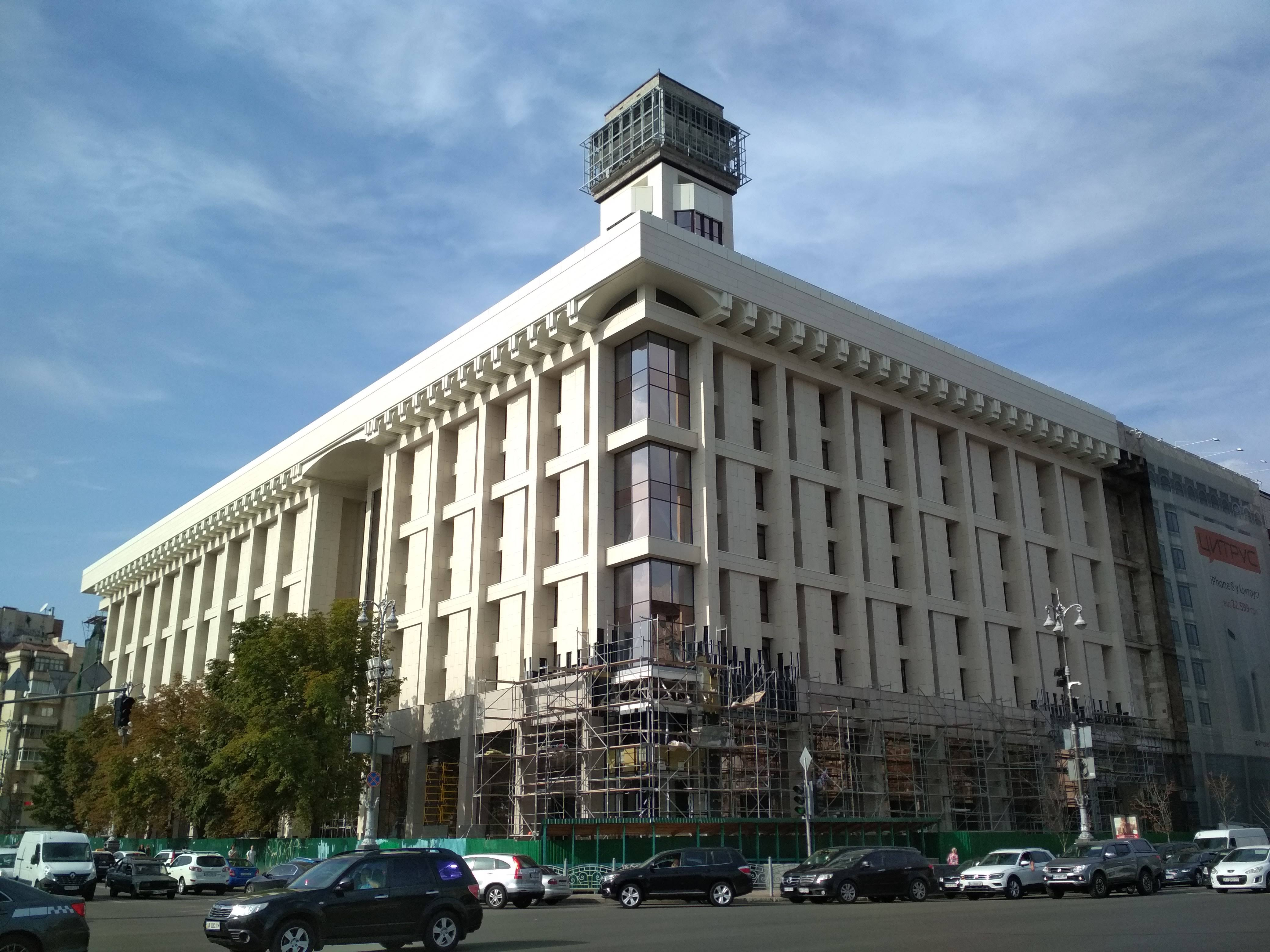
Das Haus der Gewerkschaften im September 2018

Das Haus der Gewerkschaften der Ukraine offiziell Unternehmen „Wirtschaftsverwaltung der Föderation der Gewerkschaften der Ukraine“ (ukrainisch Будинок профспілок України Budynok profspilok Ukrajiny); ist ein großes öffentliches Gebäude im Zentrum der ukrainischen Hauptstadt Kiew.
Auf dem Dach des Gebäudes befindet sich seit 1980 ein 24 m hoher Uhrturm mit elektronischer Zeit-, Datum- und Temperaturanzeige, der 2011 modernisiert wurde. Das Gebäude mitsamt Uhrturm ist 57 m hoch und steht auf dem Chreschtschatyk-Boulevard Nummer 18/2, Ecke Majdan Nesaleschnosti. Das Bauwerk brannte während der Euromaidan-Proteste am 19. Februar 2014 nahezu vollständig aus.

## Geschichte
An Stelle des heutigen Gebäudes stand ab 1860 das vom Architekten Alexander Beretti errichtete, erste Steingebäude des Platzes. Es wurde 1870 an die Kiewer Adelsversammlung verkauft, die die oberen Stockwerke nutze, während sich im Erdgeschoss Geschäfte befanden. In der Sowjetära war hier der Club der Erziehungsarbeiter beheimatet, bevor das Gebäude Mitte der 1970er Jahre abgerissen wurde, um dem aktuellen Gebäude Platz zu machen.
Das derzeitige Gebäude wurde zwischen 1975 und 1980 erbaut und am 27. Juni 1980 eröffnet.
Das Haus war vom 1. Dezember 2013 bis zum Brand am 19. Februar 2014 Hauptquartier der Aktivisten des Euromaidan. Zunächst war nicht bekannt, ob eine Wiederherstellung des Hauses der Gewerkschaften möglich sein wird und auch ein futuristischer Neubau im Gespräch. Letztlich wurde das Gebäude bis Ende 2018 wieder aufgebaut. 